# Carnevale del Veneto
Il Carnevale del Veneto è una festa tradizionale che si svolge a Casale di Scodosia, comune conosciuto anche per il suo polo artigianale nel settore del legno.
Le feste popolari, in genere, hanno una genesi profonda che ha sede nell'animo semplice della gente e questa caratteristica è propria del Carnevale Casalese. Il documento più recente 
fino ad ora è stato nell'archivio comunale e riferito al Carnevale risale ai primi anni '20:
Esso è la testimonianza certa che la nascita di questa manifestazione si perde nella memoria collettiva. L'organizzazione e il programma dei festeggiamenti fin dall'origine sono caratterizzati da
e anche da giochi popolari (corsa con i sacchi, corsa con "catiletti di legno"); per ultimo la fonte ricorda un finto processo e condanna coll'impiccagione di Carnevale alla forca.
Si può notare, pur nell'evoluzione dei gusti e nel progresso dei costumi, che le attuali attrazioni del carnevale ricalcano quelle dei primi del Novecento.
Dagli anni '20 ad oggi il Carnevale del Veneto di Casale di Scodosia si è trasformato seguendo le caratteristiche e i gusti dei vari momenti storici, mantenendo però sempre intatto lo spirito popolare del divertimento. Durante il periodo bellico non si è organizzata alcuna manifestazione carnevalesca, che però è stata riproposta ininterrottamente dal 1949 fino ad oggi. Caratteristica fondamentale di questo carnevale è di essere fondato sul volontariato.
Altro aspetto importante è il coinvolgimento delle "maschere" e soprattutto delle "mascherine"; in questo settore si è passati da mascheramenti con tessuti poveri a quelli preziosi e ricercati.

## Elenco ospiti della manifestazione
Dagli anni '60 agli anni '80 la manifestazione a Casale di Scodosia ha avuto numerosi ospiti di prestigio:
- Gigliola Cinquetti
- Gianni Morandi
- Iva Zanicchi
- Mal
- Rita Pavone
- I Nomadi
- Lucio Dalla
- Ron
- Fiordaliso
- Adriano Pappalardo
- Franco Battiato
- Riccardo Cocciante
- Mino Reitano
- Matia Bazar
- Giorgio Gaber
- Corrado
- Mike Bongiorno
- Pippo Baudo